# Гаджиев, Булач Имадутдинович
Булач Имадутдинович Гаджиев (2 мая 1919, с. Мегеб, Дагестанская область — 8 июня 2007, Буйнакск) — советский, российский педагог, краевед, публицист. Народный учитель СССР (1991).

## Биография
Родился в крестьянской семье в даргинском ауле Мегеб (ныне Гунибского района Дагестана). Отец, Имадутдин — аварец (по другой версии — даргинец), шапочный мастер; мать, Хурбиче (Хурибича) — лачка из Кумуха. По этой причине, национальную принадлежность Магомета и Булача Гаджиевых оспаривали аварцы, даргинцы и лакцы.
В 1930 году окончил 5 классов школы в Буйнакске.
С 1932 по 1937 годы служил воспитанником в частях военно-морского флота на Чёрном море и Тихом океане. Служил юнгой на корабле у старшего брата Магомета (1907—1942), моряка-подводника, Героя Советского Союза.
С 1937 по 1939 годы продолжал учёбу Буйнакске, где и окончил 10 классов. С 1939 по 1941 годы работал старшим пионервожатым и учителем физкультуры в Буйнакской средней школе.
С первых дней войны добровольцем ушёл на фронт и воевал до августа 1945 года.
В 1947 году, окончив один курс исторического факультета Дагестанского государственного педагогического института, выехал в село Акуша Акушинского района, где начал работать учителем истории в 5 — 7 классах. После окончания заочного института в течение многих лет работал в средней школе Буйнакска.
Более 55 лет проработал учителем. 45 лет руководил клубом краеведов школы № 5 Буйнакска.
Вместе с членами клуба совершал походы по Дагестану, а также по Грузии, Северной Осетии, Чечне и Ингушетии. На территории Дагестана ими найдены в 16 местах наскальные изображения, возраста от тысячи до 4 — 6 тысячи лет назад, а также поселения средневековья, поселение христиан предположительно VII—IX вв. н. э. Совершал восхождения на Гимринский хребет.
Племянник — археолог Муртазали Гаджиев (род. 1956).

## Семья
Отец - Имадутдин
Мать - Хурбиче (Хурибича)
Братья Гаджиевы:
1. Магомед Гаджиев - Военный моряк-подводник, капитан 2-го ранга (30.07.1941). Первый дагестанец, удостоенный звания «Герой Советского Союза» [13]
2. Абакар Гаджиев - Агроном, сыграл большую роль в озеленении города Махачкалы.
3. Курбан Гаджиев - Подводник, принимал участие в Сталинградской битве, закончил войну на Северном флоте на подлодке С-Б6. Первый мастер спорта Дагестана по альпинизму.
4. Булач Гаджиев
5. Альберт Гаджиев -  советский флотоводец, контр-адмирал (1984)

Жена - Алла Гаджиева
Дети:
1. Наталья
2. Имадутдин
3. Шуанет

## Труды
Более 40 лет был ведущим телепередачи «В стране легенд и преданий». Написал и издал более 50 книг :
- «Дагестан в истории и легендах»
- «Ворота в горы Дагестана»
- «У подножия Салатау»
- «По следам М. Ю. Лермонтова в Дагестане»
- "Лермонтов в Дагестане"
- «Пленники дагестанских гор»
- «У каждого была своя война»
- «Я — учитель»
- «У отрогов Исмаил-меэра»
- «Тайна дагестанских скал»
- «У подножия Гимринского хребта»
- «Имам Шамиль: от Гимр до Медины»
- «Дочери Дагестана»
- «Буйнакск в историях и легендах»,
- «Ворота в горы Дагестана»,
- «Хаджи-Мурат в историях и легендах»,
- «Легенды о Дагестане»,
- "Легенды и были Дагестана",
- «У подножия Салатау»,
- «Дорога на Гуниб»,
- «Дагестанские — царские офицеры»,
- «По тропе учителя»,
- «Ахульго»
- «Поляки в Дагестане»
- «Тропа Дагестанского учителя. Дети войны»
- «Под небом Дагестана»
- «Царские и Шамилевские крепости в Дагестане»
- «О Дагестане на уроках истории СССР. Пособие для учителей. 7-10 классы»
- «Они были в Дагестане»
- «Встреча с Дагестаном»
- «Нахибашевы»

## Награды и звания
- Заслуженный учитель Дагестана
- Заслуженный учитель школы РСФСР
- Народный учитель СССР (1991)
- Премия имени Н. К. Крупской
- Республиканская премия имени Сулеймана Стальского
- Орден Ленина
- Орден «Знак Почёта»
- Орден Отечественной войны II степени
- Медаль «За победу над Германией в Великой Отечественной войне 1941—1945 гг.»
- Народный герой Дагестана
- «Золотая медаль Шамиля» — Большая Золотая медаль «Имам Шамиль»
- Почётный гражданин Буйнакска
- Занесен в книгу «Трудовой Славы» Буйнакска